# 大內義長
大內義長（1532年？－1557年5月1日）是日本戰國時代的武將。周防國、長門國的戰國大名。周防大內氏的第17代、最後一代當主。父親是大友義鑑，同母兄為基督教大名大友宗麟。

## 生平

### 少年時期
在天文元年（1532年）出生，家中次男。天文十二年（1543年），大內氏在與尼子晴久的戰鬥中敗走，大內義隆的養嗣子晴持戰死（月山富田城之戰）。天文十二年（1544年），被失去繼嗣的義隆迎為猶子。受室町幕府第12代將軍足利義晴賜予偏諱，改名為晴英。
成為猶子的原因，是因為如果義隆在將來沒能再誕下兒子時，晴英可以成為家督，所以大友氏相當樂意接受。天文十四年（1545年），在義隆的兒子義尊出生後，晴英與義隆的猶子關係解除，晴英也返回大友領地。義尊的誕生以及晴英與義隆解除父子關係，令九州諸大名受到一定的衝擊（在『相良家文書』中記載「官務（義隆）的兒子誕生，與從豐州來的養子之事相違。恐怕他心中都知道」（官務腹へ御曹子誕生候間、豊州より御養子の儀は相違たるべくと存じ候。恐れながら其方御心中察し存じ候））。

### 大內氏當主時期
此後，義隆的重臣陶隆房（後來的晴賢）策劃發動謀反，天文二十年（1551年）五月，隆房希望能迎接晴英成為大內氏的新當主。晴英之兄大友義鎮從一開始就懷疑隆房只是將晴英當作傀儡來擁立，認為一旦陶氏的政權穩固，晴英必定會被廢除，因此表示反對。然而晴英自身則希望能成為大內氏的當主，並認為「如果拒絕這個邀請，到了被中傷時就會後悔，性命不重要」（この要請を断り中傷を受けることの方が悔しいので、命は惜しくない），於是義鎮同意了此事。同年九月，隆房發動謀反並殺死大內義隆、義尊父子（大寧寺之變）。在大內領內混乱結束後的天文二十一年（1552年）三月三日，晴英進入山口並被擁立為大內家的新當主。據傳，大內氏的祖先，百濟琳聖太子曾在周防國多多良濱登陸，晴英也同樣從該地上陸，前往山口，意在延續大內氏的歷史，展示作為當主的正統性。此外，隆房為了表示忠心，向晴英請求偏諱，並改名為晴賢。此時與政治有關的文書形式亦與義隆時代的奉書、直書相同，於是形成晴賢服從命令的表象。但是接受偏諱的情況多數是受當主名諱的下字，而晴賢則是接受上字，這也意味著晴英和晴賢的主從關係非比尋常。
天文二十二年（1553年）春天，晴英受室町幕府第13代將軍足利義藤（後來的義輝）賜予偏諱，改名為義長。同年閏1月27日，敘任從五位下左京大夫，這是為了強調晴英作為大內家當主的地位，遵循歷代當主的做法。
雖然表面上已經成為當主，義長實質上是晴賢的傀儡。天文二十三年（1554年）三月，為了討伐三本松城城主吉見氏，義長以總大將的身份出陣，不過全軍的指揮是由晴賢執行（三本松城之戰）。
弘治二年（1556年），義長向明朝派遣使者，要求再次開始勘合貿易，不過不被明朝承認是正統的大內氏當主。

### 防長經略及滅亡
弘治元年（1555年），晴賢在與毛利元就的戰鬥中敗死（嚴島之戰）。雖然義長是大內義興的外孫，但他來自外樣，且曾經被解除養子的身份，因此縱使用有大內氏的血統，義長的聲望仍相當低下。原本因晴賢的謀反和其他內部爭鬥而已經弱化的家臣團，最終完全崩潰，大內家迅速衰退。
義長曾向哥哥義鎮請求援軍，但義鎮與元就之間已結成瓜分大內領地的密約，因此沒有答應義長的請求。此外，義鎮亦顯得對大內家的家督沒有興趣，於是就與元就達成約定。
弘治三年（1557年）三月，獲得後方安全的毛利氏侵攻山口（防長經略）。義長雖然以寡兵進行頑強抵抗，但最終還是放棄高嶺城並逃到重臣內藤隆世的長門且山城。毛利軍的福原貞俊立即包圍且山城，隆世以義長生存為條件而開城並自殺。義長亦在進入長門長福院（現今功山寺）後，遭到毛利軍包圍並被強迫自殺，最後與陶鶴壽丸（晴賢的末子）等人一同在四月三日自殺。享年26歲。
辭世句是。

## 死後
因為義長的死亡，西國名門大內氏滅亡。後來大內輝弘受大友氏支援，在周防國登陸並試圖再興大內氏（大內輝弘之亂）。而早就分離出來成為傍流的山口氏則在江戶時代以大名的身份存續。
毛利元就在義長死後的弘治三年（1557年）五月十四日，向大友義鎮請求大內家的復興，不過義鎮以大內家已經斷絕為由而拒絶（『小寺文書』）。永祿二年（1559年），將軍足利義輝向義鎮發出御內書（『大友家文書』），承認他擔任九州探題的職位並繼承大內氏的家督。

## 外部連結
- 武家家伝＿大内氏（页面存档备份，存于）

## 出處
1. ↑  福尾猛市郎（1989）P.67
2. ↑  福尾猛市郎（1989）P.68
3. ↑  須田牧子（2011）P.235
4. ↑  福尾猛市郎（1989）P.180
5. ↑  福尾猛市郎（1989）P.184